# La gallina de los huevos de oro (fábula)

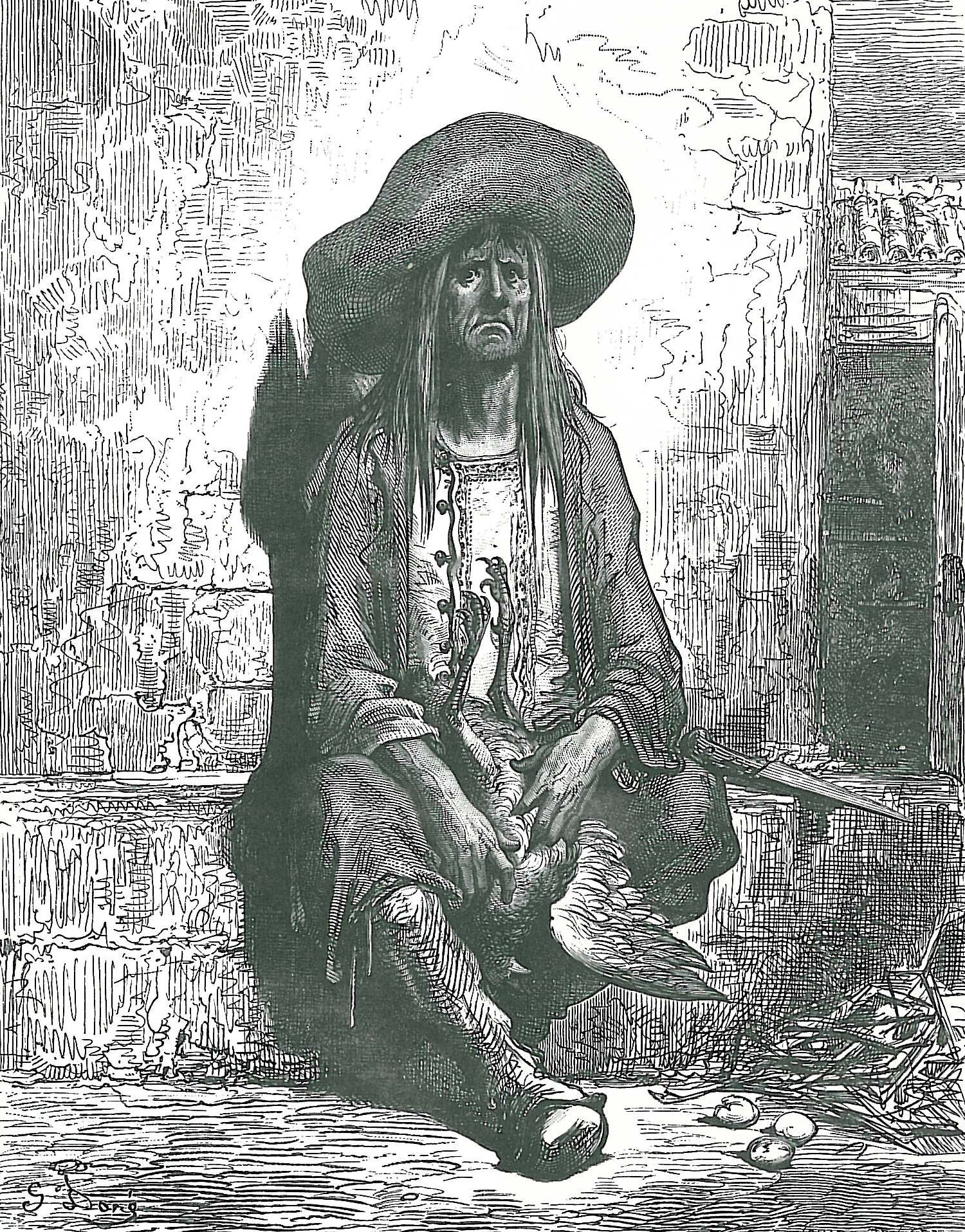
La gallina de los huevos de oro, ilustración de Gustave Doré para las fábulas de Jean de La Fontaine.

La gallina de los huevos de oro es una fábula atribuida a Esopo, de la que el francés Jean de La Fontaine y el español Félix María de Samaniego escribieron sendas versiones.

## Fábula
Un granjero y su esposa se encuentran con que una de sus gallinas pone huevos de oro. No contentos con esperar a la puesta de la gallina, deciden matarla pensando que tiene oro en su interior. Cuando descubren que no es así, caen en la cuenta de que mejor les habría valido conservar lo que tenían.

## Moraleja
Esta fábula previene contra el vicio de la avaricia y la codicia.
Su moraleja es que:
La codicia es mala consejera,
y hace tu fortuna pasajera.
Otra versión de la moraleja dice:
No te dejes engañar por la codicia,
o tu error se dará por la avaricia.
De aquí se desprende el refrán popular «matar a la gallina de los huevos de oro» para denotar el hecho de acabar con la fuente de lo que producía abundancia o felicidad.